# Paul Ritter (igralec)
Paul Ritter, angleški filmski in televizijski igralec * 20. december 1966 Kent, Anglija, † 5. april 2021.                                                                                                                                                                          
Ritter je najbolj znan po svojih vlogah v filmih, med drugim Quantum of Solace, Son of Rambow, Harry Potter in polkrvni princ ter Orel, pa tudi v televizijskih filmih, vključno s filmom Petkova Večerja, Vera, Votla krona, Zadnje kraljestvo in Černobil.

## Biografija

### Zgodnje življenje
Simon Paul Adams se je rodil 5. marca 1966 v Kentu. Bil je najmlajši od petih otrok iz katoliške družine in staršev mame Joane in očeta Kena. V mladosti je Paul gledal veliko televizijskih dokumentarnih filmov, na glasbenem področju pa ga je navdušila skupina Motorhead, ki mu je kot mladostniku pomagala premagati težko obdobje. Bil je navijač angleškega kluba Liverpool F.C. Končal je gimnazijo v Gravsenedu, kjer se je izobraževal iz gledališke igre. Po opravljeni diplomi je eno leto delal v Nemškem narodnem gledališču v Hamburgu, kjer si je vzel vzdevek "Ritter", ki ga je navdušil in si po vrnitvi v Anglijo ime spremenil v Paul Ritter.

### Kariera
Ritterjevo delo je vključevalo vloge v filmu Nowhere Boy, televizijski serijski Instinct iz leta 2007,  komični drami Pulling, vlogi Pištole v Henryju IV, II. Delu v ciklusu BBC Two v zgodovinskih igrah Williama Shakespearea, The Hollow Crown, stripovskem igralcu Eric Sykes v filmu Tommy Cooper: Not Like That, Like This in glavna vloga v serijski vohunski drami BBC One iz leta 2014, Igra. Daily Telegraph je Ritterja opisal kot "igralca, ki mu je zagotovo zelo kmalu usojena veličina". Njegova vloga v tem filmu je popolnoma prenesla šok nad človekom, ki je nerad pustil za sabo vzvišen vzhod Eastcheapa in se znašel v srednjih letih, ko je razmišljal o melanholiji srednjeveškega obdobja jesen."
Od leta 2005 do 2006 je Ritter igral Otisa Gardinerja v originalni uprizoritvi kraljevega narodnega gledališča v filmu Coram Boy Helen Edmundson, za katero je bil nominiran za nagrado Olivier. Leta 2009 je bil nominiran tudi za nagrado Tony za vlogo v filmu Norman Conquests. Leta 2012 je nastopil kot oče glavnega junaka v odrski različici romana Marka Haddona Nenavadni dogodek ponoči v Narodnem gledališču in leta 2013 kot John Major v premieri filma Publika Petra Morgana. Leta 2019 je Ritter igral v miniseriji Černobil kot namestnik glavnega inženirja jedrske elektrarne Černobil, Anatolija Djatlova. Za to vlogo je bil nominiran za nagrado Najboljšo igralsko zasedbo v filmu ali omejeni seriji. 
Od leta 2011 do 2020 je Ritter igral v vlogi humorista Martin Goodman v humoristični seriji Kanal 4, Petkova Večerja.

### Zasebno življenje
Ritter se je leta 1996 poročil z Polly Radcliffe, raziskovalko iz King's College v Londonu. Imela sta dva sinova, Franka in Noaha. Skupaj z družino je Ritter živel v Fafershamu. 

### Smrt
Ritter je umrl 5. aprila 2021 na njegovem domu v krogu družine v starosti 54 let zaradi možganskega tumorja.